# Lausitzer Gebirge

Das Lausitzer Gebirge (5) innerhalb der Westsudeten (rot)

Das Lausitzer Gebirge (tschechisch Lužické hory) liegt im Südosten Sachsens und in Nordböhmen (Tschechien) zwischen Böhmischer Schweiz und Jeschkengebirge. Den deutschen Anteil bildet das Zittauer Gebirge. Nordwestlich anschließend breitet sich die hügelige Landschaft des Lausitzer Berglandes aus. Nach Südwesten schließt sich unmittelbar das Böhmische Mittelgebirge an, nach Süden das Böhmische Becken.
Das Gebiet steht in Tschechien als CHKO Lužické hory unter Landschaftsschutz. Das Zittauer Gebirge besitzt den Status eines Landschaftsschutzgebietes und wurde im Jahr 2007 als Naturpark ausgewiesen.

## Geologie
Das Lausitzer Gebirge bildet einen Teil der Westsudeten und ist mit jüngeren Sandsteinschichten bedeckt, die auf einem präkambrischen kristallinen Sockel ruhen. Vulkanische Magmen durchbrachen im Tertiär diese Sandsteinplatte und erstarrten zu Basalt und Phonolith (Klingstein). Im Kontaktbereich dieser Magmen zum Sandstein wurde dieser an einigen Stellen gefrittet, zusammengebacken oder zu kleinen Säulchen umgeformt. Weithin bekannt waren einst die Jonsdorfer Mühlsteine, die aus solchem verfestigtem Sandstein gefertigt wurden. Am nördlichen Rand des Lausitzer Gebirges verläuft als bedeutendste geologische Störungszone die Lausitzer Verwerfung, die den Granodiorit der Lausitz vom Sandstein Böhmens trennt.

Lage und Ausdehnung des Lausitzer Gebirges
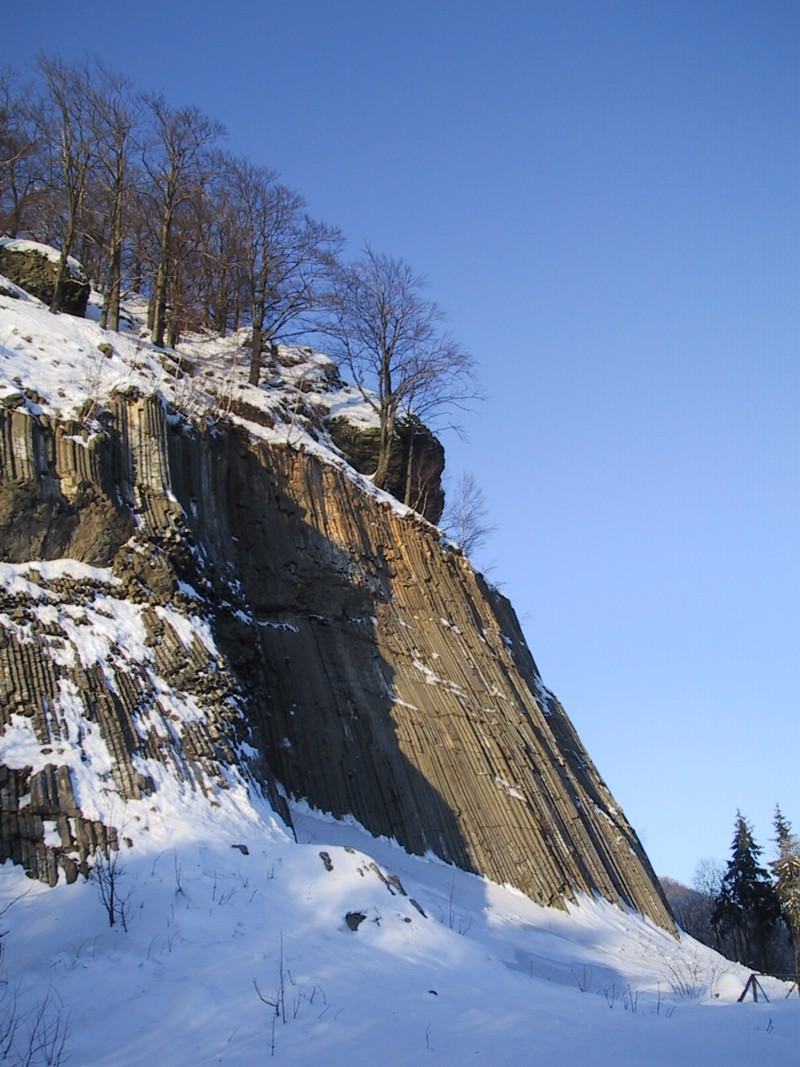
Basaltsäulen am Zlatý vrch (Goldberg)

## Topografische Beschreibung
Das Lausitzer Gebirge gehört zu den böhmischen Randgebirgen, die das Land wie eine Mauer umgeben. Mit dem Hochwald (Hvozd), 750 m n.m., der Lausche (Luž), 793 m n.m., der Finkenkoppe (Pěnkavčí vrch), 792 m n.m.,  und dem Kaltenberg (Studenec) 736 m n.m. als westlichem Eckpfeiler sitzen die höchsten Berge der Kammlinie des Gebirges auf. Tannenberg (Jedlová), 774 m n.m. und Kleis (Klíč), 760 m n.m., sind diesem Kamm vorgelagert und beeindrucken durch ihr markantes Aussehen. Die schroffen Formen dieser Berge zeigen, dass diese ausnahmslos aus vulkanischen Gesteinen bestehen. Erst am Fuße dieser Berge breiten sich Sandsteinfelsen aus, die in Jonsdorf und Oybin die Landschaft bestimmen. Die größten Felsen sind der Oybin (mit mittelalterlicher Burg- und Klosterruine), die Rosensteine, die Kelch- und Bienenhaidsteine, der Scharfenstein, die Mönchswand, die Felsen in der Felsengasse und am Töpfer bei Oybin und die Nonnenfelsen bei Jonsdorf auf sächsischer Seite und die Felsen in der Bürgstein-Schwoikaer Schweiz, Rabensteine und Oberwegsteine auf böhmischer Seite.
Das gesamte Gebirge ist mit Wäldern bedeckt, dabei dominieren auf Basalt und Phonolith Buchenwälder, während auf Sandstein vor allem Kiefern und Fichten zu finden sind. Seit alters her führen nur wenige Verkehrswege über das Gebirge. Wichtige Straßen im Mittelalter waren die Alte Prager Straße über den Schöbersattel (Stožecké sedlo) und die Alte Gabler Straße über Lückendorf. Erstere dient auch heute noch als wichtige Fernstraße zwischen der Lausitz und Prag. Die als Böhmische Nordbahn erbaute Eisenbahnstrecke zwischen Prag und Jiříkov (Georgswalde) / Ebersbach dient heute nur noch dem regionalen Verkehr, sie überquert das Gebirge in der tiefsten Einsattelung am Fuß des Tannenberges.

## Naturschutz

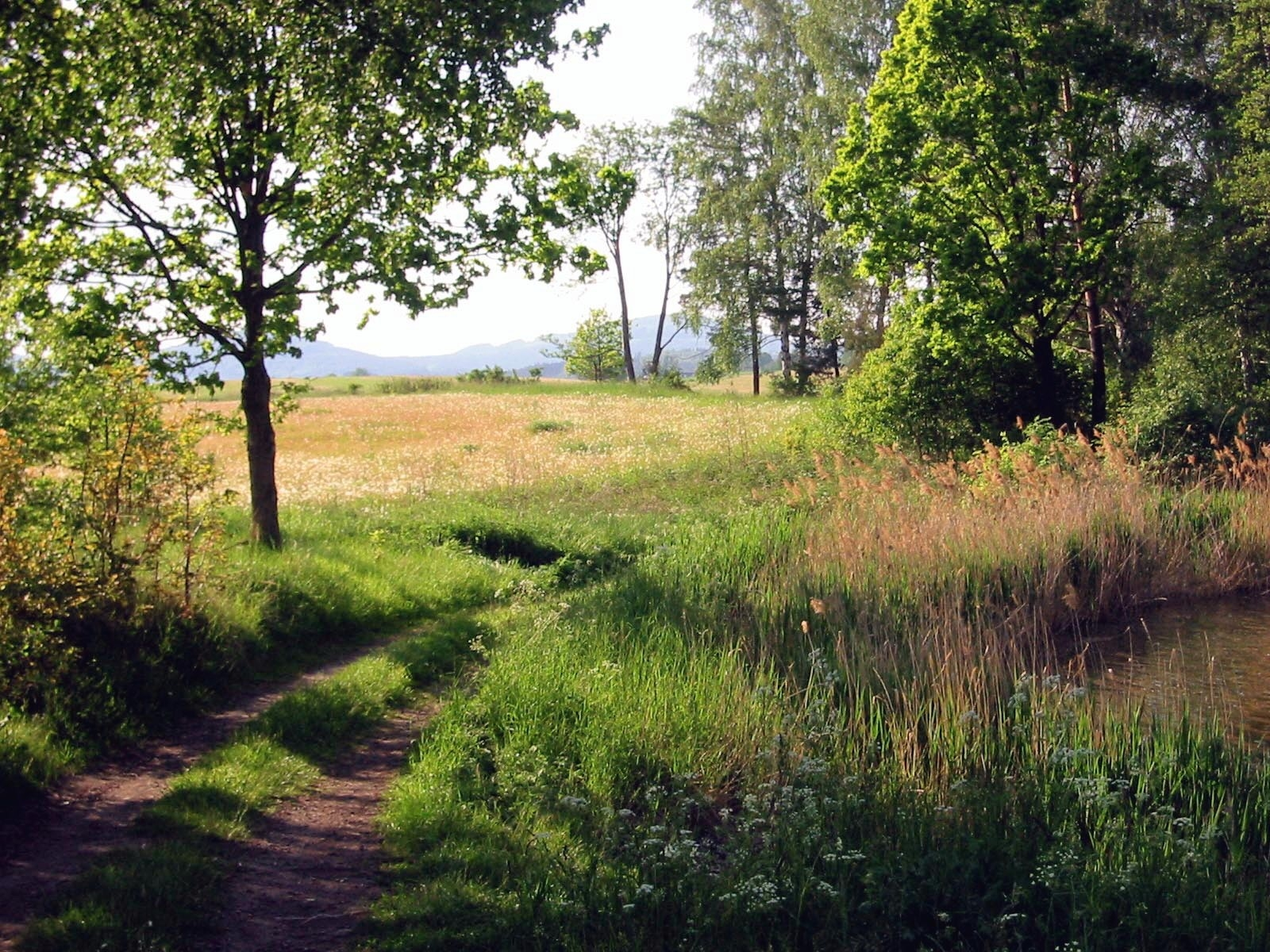
Parklandschaft, unterhalb Duty Kamen

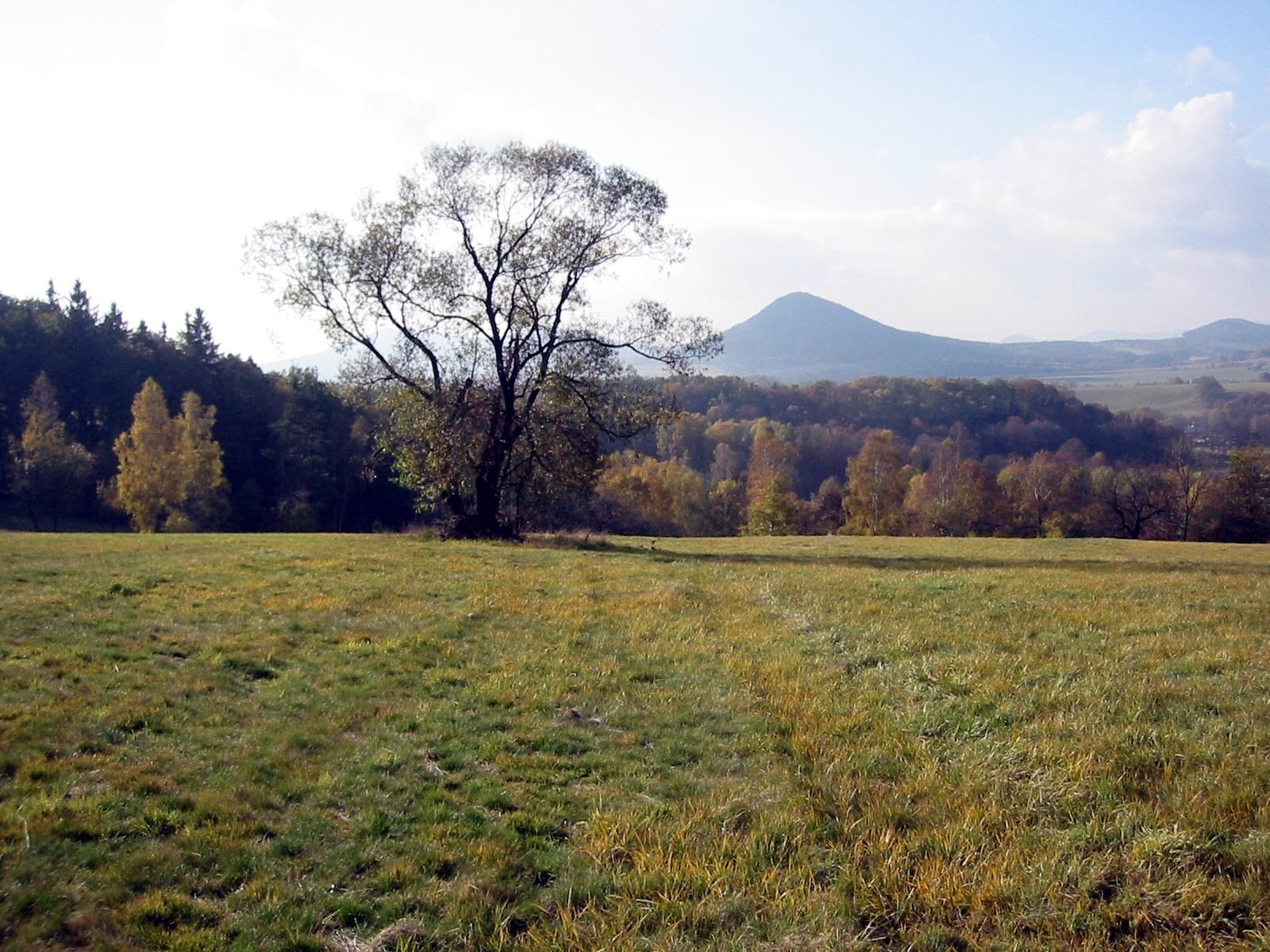
Parklandschaft, Blick zum Ortel

Seit 1976 steht der tschechische Teil des Lausitzer Gebirges als Chráněná krajinná oblast Lužické hory unter Landschaftsschutz. Die Verwaltung des Schutzgebietes befindet sich in Jablonné v Podještědí (Deutsch Gabel). Besonders wertvolle Landschaftsbereiche des Lausitzer Gebirges stehen zudem als Naturreservate (PR) bzw. Nationale Naturreservate (NPR) sowie Naturdenkmäler (PP) bzw. Nationale Naturdenkmäler (NPP) unter besonderem staatlichem Schutz.

### Naturschutzgebiete
(in Deutschland)
- NSG Lausche
- NSG Jonsdorfer Felsenstadt

(in Tschechien)
- NPR Jezevčí vrch
- NPP Zlatý vrch (4,13 ha)
- PR Studený vrch 113 ha
- PR Klíč
- PR Marschnerova louka
- PR Spravedlnost
- PR Vápenka

### Naturdenkmale
(in Deutschland)
- ND Jonsdorfer Orgel

(in Tschechien)
- PP Pustý zámek
- PP Bílé kameny (0,58 ha)

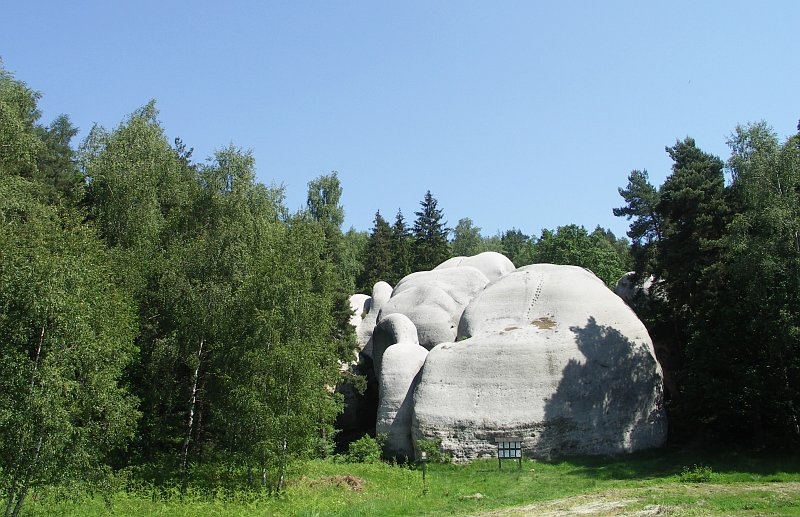
Naturdenkmal Bílé kameny

- PP Ledová jeskyně Naděje (Eishöhle Naděje)
- PP Líska
- PP Louka u Brodských
- PP Brazilka
- PP Kytlice
- PP Rašeliniště Mařeničky
- PP Noldenteich

## Sehenswürdigkeiten
siehe auch: Zittauer Gebirge
- Burgruine Tollenstein (Tolštejn)

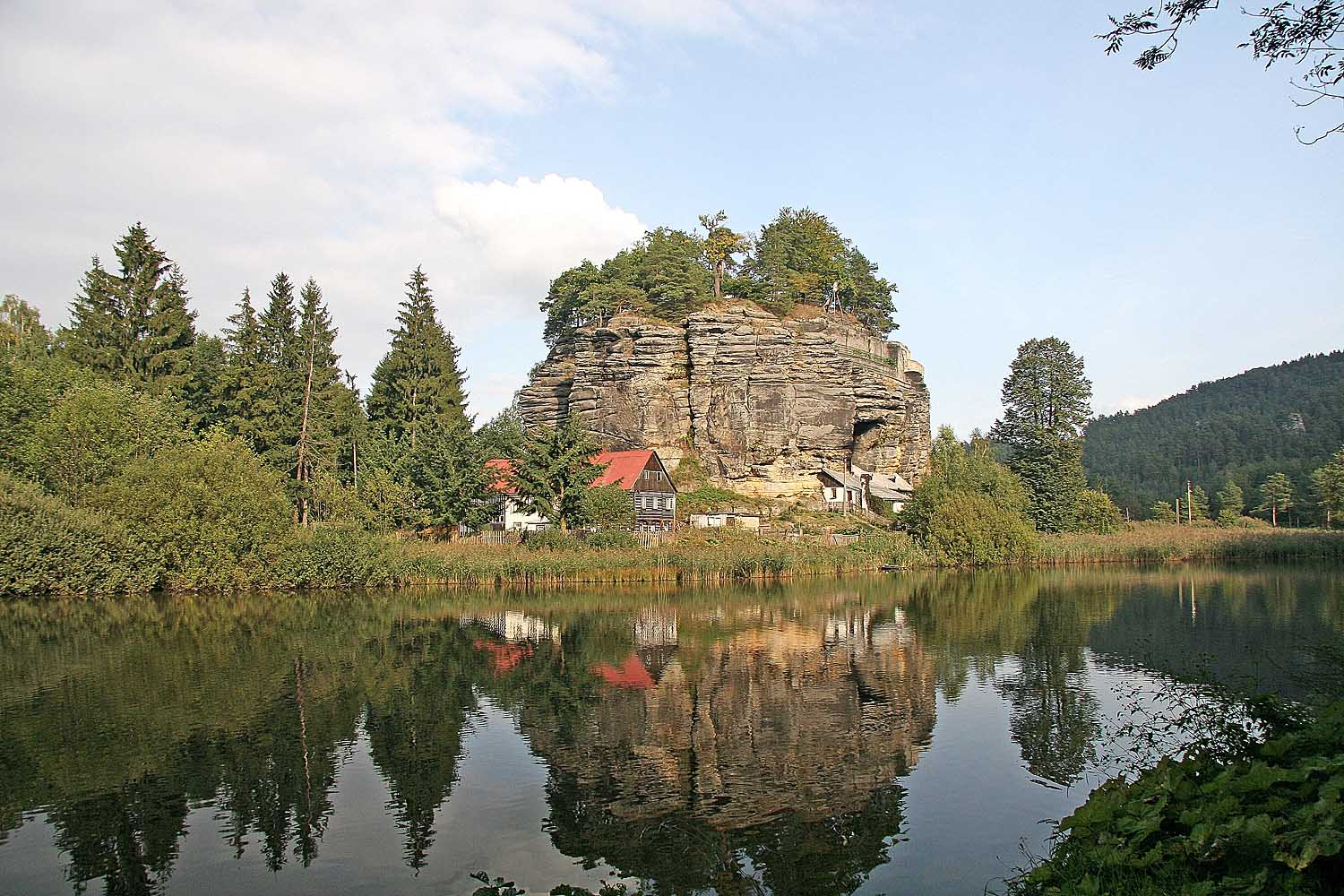
Einsiedlerstein

- Bürgstein-Schwoikaer Schweiz mit dem Einsiedlerstein bei Sloup (Bürgstein)
- Schloss Lemberk bei Jablonné v Podještědí
- Museumsbahn Česká Kamenice – Kamenický Šenov; siehe: Lokalbahn Böhmisch Leipa–Steinschönau
- Křížová hora (Kreuzberg), Kalvarienberg bei Jiřetín pod Jedlovou (Georgenthal)
- Besucherbergwerk Stolln des Heiligen Evangelista bei Jiřetín pod Jedlovou (Georgenthal)
- Naturdenkmal Panská skála (Herrenhausfelsen) bei Kamenický Šenov (Steinschönau)
- Naturdenkmal Bílé kameny (Elefantensteine) bei Jítrava
- Dutý kámen (Hohlstein)
- Skála smrti (Totenstein) bei Kunratice u Cvikova
- Oberwegsteine und Rabensteine bei Horní Sedlo
- Milštejn

## Bemerkenswerte Erhebungen
- Lausche (Luž), 792,6 m ü. NHN
- Pěnkavčí vrch (Finkenkoppe), 792 m n.m.
- Jedlová (Tannenberg), 774 m n.m.
- Klíč (Kleis), 760 m n.m.
- Hochwald (Hvozd), 749,5 m n.m., deutsch-tschechischer Grenzberg, südsüdwestlich von Oybin
- Studenec (Kaltenberg), 736 m n.m.
- Velký Buk, 736 m n.m.
- Malý Buk, 712 m n.m.
- Weberberg (Vyhlídka), 711 m n.m.
- Bouřný (Friedrichsberg), 703 m n.m.
- Stožec (Großer Schöber), 665 m n.m.
- Jezevčí vrch (Limberg), 665 m n.m.
- Střední vrch (Mittenberg), 593 m n.m.
- Malý Stožec (Kleiner Schöber) 659 m n.m.
- Zlatý vrch (Goldberg), 657 m n.m.
- Jonsberg (653,1 m ü. NHN), südöstlich von Jonsdorf
- Buchberg (651,2 m ü. NHN), westlich von Jonsdorf
- Chřibský vrch (Himpelberg), 621 m n.m.
- Jánské kameny (604 m n.m.) (deutsch: Johannisstein), südlich von Oybin
- Sokol (Falkenberg), 592 m n.m.
- Töpfer, 582 m n.m., nordöstlich von Oybin, südlich von Olbersdorf
- Popova skála (Pfaffenstein), 565 m n.m.
- Ortel (Ortelsberg), 554 m n.m.
- Heideberg (549,4 m), nordöstlich von Lückendorf
- Straßberg (537,6 m ü. NHN), östlich von Lückendorf
- Zámecký vrch (Schlossberg), 530 m n.m.
- Berg Oybin, 514 m n.m.